# Too Many Crooks (film, 1930)
Pour plus de détails, voir Fiche technique et Distribution.
Too Many Crooks est un film britannique réalisé par George King, sorti en 1930.

## Synopsis
Un homme décide de cambrioler sa femme, mais un vrai cambrioleurs a décidé de faire la même chose le même soir.

## Fiche technique
- Titre original : Too Many Crooks
- Réalisation : George King
- Scénario : Billie Bristow, Basil Roscoe
- Son : Laurence Evans
- Musique : William Hodgson
- Production : George King
- Société de production : George King Productions
- Société de distribution : Fox Film Company
- Pays d'origine :  Royaume-Uni
- Langue originale : anglais
- Format : Noir et blanc  — 35 mm — 1,20:1 — son mono
- Genre : Comédie
- Durée : 38 minutes
- Dates de sortie : Royaume-Uni : août 1930

## Distribution
- Laurence Olivier : l'homme
- Dorothy Boyd : la femme
- A. Bromley Davenport (en) : l'homme à l'étage du dessus
- Mina Burnet : la bonne à l'étage du dessous
- Arthur Stratton : le cambrioleur
- Ellen Pollock : l'autre femme